# Moto Guzzi Daytona
Die Moto Guzzi Daytona ist ein Motorrad der Kategorie Supersportler des italienischen Herstellers Moto Guzzi, das von 1992 bis 1997 in Mandello del Lario gebaut wurde und nach der Motorsport-Rennstrecke in Daytona (USA) benannt ist.

## Geschichte
Für die Teilnahme an den Langstreckenrennen der neuen „AMA Endurance Series“ im Jahr 1984 wandte sich der US-amerikanische Zahnarzt, Amateur-Rennfahrer und Guzzi-Fan Dr. John Wittner („Dr. John“) aus Pennsylvania 1983 an Moto Guzzi North America und bekam eine 850 Le Mans III, die er für den Einsatz modifizierte. Mit dem Rennfahrer Gregg Smrz gewann er den Titel in der „Mittelgewichtsklasse“, der Klasse der Motorräder mit 650 bis 850 cm³ Hubraum. Dies war der Beginn einer jahrelangen Entwicklungszusammenarbeit zwischen „Dr. John“ und der Konstruktionsabteilung in Mandello del Lario. 1984 übergab ihm Moto Guzzi eine der ersten Le Mans 1000 als Basis für die Rennsaison 1985.
1986 war die Le Mans 1000 mit 82 PS immer noch das leistungsstärkste Moto-Guzzi-Serienmotorrad, weiterhin zu behäbig für den Renneinsatz. Für die Teilnahme an der internationalen Langstrecken-Rennserie „Battle of the Twins“ (BoT) 1987 entwickelte „Dr. John“ einen flachen und verwindungssteifen Brückenrahmen, basierend auf einem Zentralrohr aus Stahl mit rechteckigem Querschnitt. Nach einem Treffen mit dem damaligen Moto-Guzzi-Inhaber Alejandro de Tomaso sollte Benelli, seit 1971 ebenfalls Eigentum De Tomasos, die Entwicklungskosten über sein nordamerikanisches Tochterunternehmen tragen. Die Maschine wurde gerade rechtzeitig für das Superbike-Rennen von Daytona im März 1987 fertig und errang den 6. Platz. Das Motorrad wurde für die BoT mit 102 PS aus 992 cm³ Hubraum weiterentwickelt. Moto Guzzi, „Dr. John“ und der Rennfahrer Doug Brauneck holten den Gesamtsieg der Rennserie.
Trotz finanzieller Schwierigkeiten beschloss daraufhin De Tomaso, wieder ein rennfähiges Motorrad zu produzieren, mit dem „Dr.-John“-Rahmen und einem neuen, in der Entwicklung befindlichen 4-Ventil-Serienmotor mit 992 cm³. Das Kapital für dieses sogenannte „Daytona-Projekt“ wurde unter anderem durch den Verkauf von 70 % der Benelli-Anteile und die Schließung eines Werkes des 1975 von De Tomaso übernommenen Autoherstellers Innocenti gesichert.
Nach einigen Jahren Entwicklung und der Vorstellung verschiedener Prototypen auf Motorradfachmessen wurde eine erste seriennahe Daytona auf der Messe EICMA in Mailand im Herbst 1989 gezeigt. 1990 war die Daytona bereits im offiziellen Katalog, jedoch vorerst noch mit einem Dell’Orto-Vergaser ausgerüstet und einer Leistung von 67 kW (91 PS), zu einem Preis von knapp 28.000 DM in Deutschland. In diesem Jahr sollten die ersten 500 Einheiten geliefert werden. Die Serienproduktion der Motorräder konnte jedoch erst 1992 in geplantem Umfang beginnen, nun mit einer elektronischen Einspritzung und zu einem Preis von rund 31.000 DM in Deutschland.

## Modellentwicklung
Zum Verkaufsstart erhielt die Daytona 1000 weiße Leichtmetallgussräder mit drei Doppelspeichen. Im selben Jahr gab es eine Sonderedition Daytona 1000 „Dr. John“.
1994 wurde die Daytona 1000 geringfügig geändert: Unter anderem wurden Sitzbezüge, Räder und Hinterachsgetriebe schwarz.
Anfang 1996 wurde die Daytona 1000 Racing als eine auf 100 Exemplare begrenzte „Limited Edition“ mit 100 PS eingeführt, bereits mit einigen Merkmalen der künftigen Daytona RS und mit der ursprünglichen Absicht, Teile der Ende 1995 ausgelaufenen Daytona 1000 in einer Rennversion ohne Straßenzulassung aufzubrauchen. Schließlich erhielt diese Version doch Rückspiegel, Lichtanlage, Blinker und Straßenzulassung. Räder und Hinterachsgetriebe sind hell-golden lackiert.
Im April 1996 wurde die Daytona RS zum 75-jährigen Jubiläum der Unternehmensgründung eingeführt, in Deutschland für knapp 23.000 DM. Es ist das erste Serienmotorrad von Moto Guzzi mit mehr als 100 PS. Sie zeichnet sich äußerlich unter anderem durch den komplett schwarz lackierten Antrieb, neue Leichtmetallgussräder mit 3 Hohlspeichen, geänderte Fußrastenplatten aus Aluminium-Druckguss und Lufteinlässe in der Verkleidung aus.
Die Serienproduktion lief Ende 1997 nach 1433 Einheiten aus. Erhältlich war die Daytona nur in roter Lackierung.

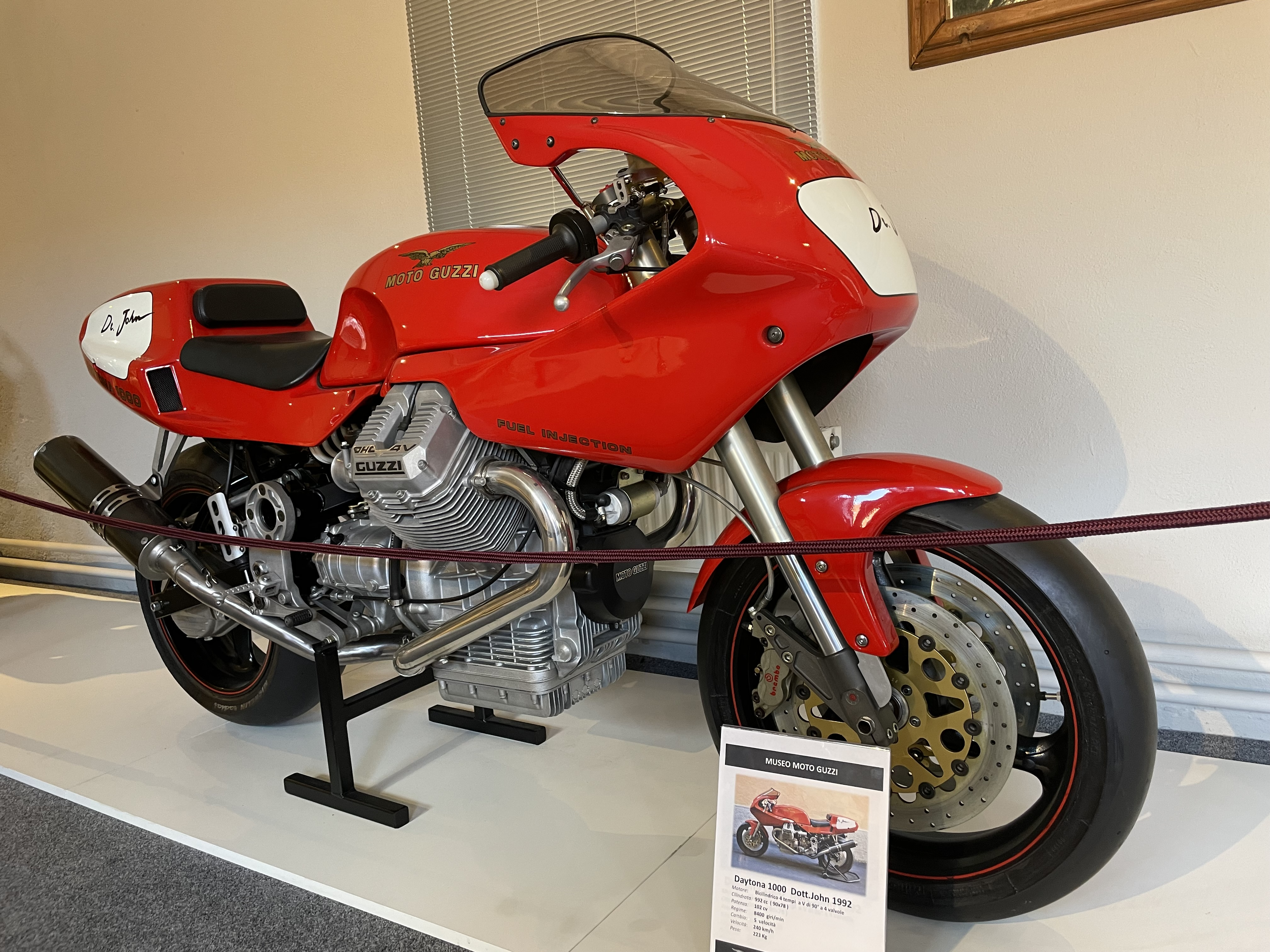
Daytona 1000 „Dr. John“ (1992)
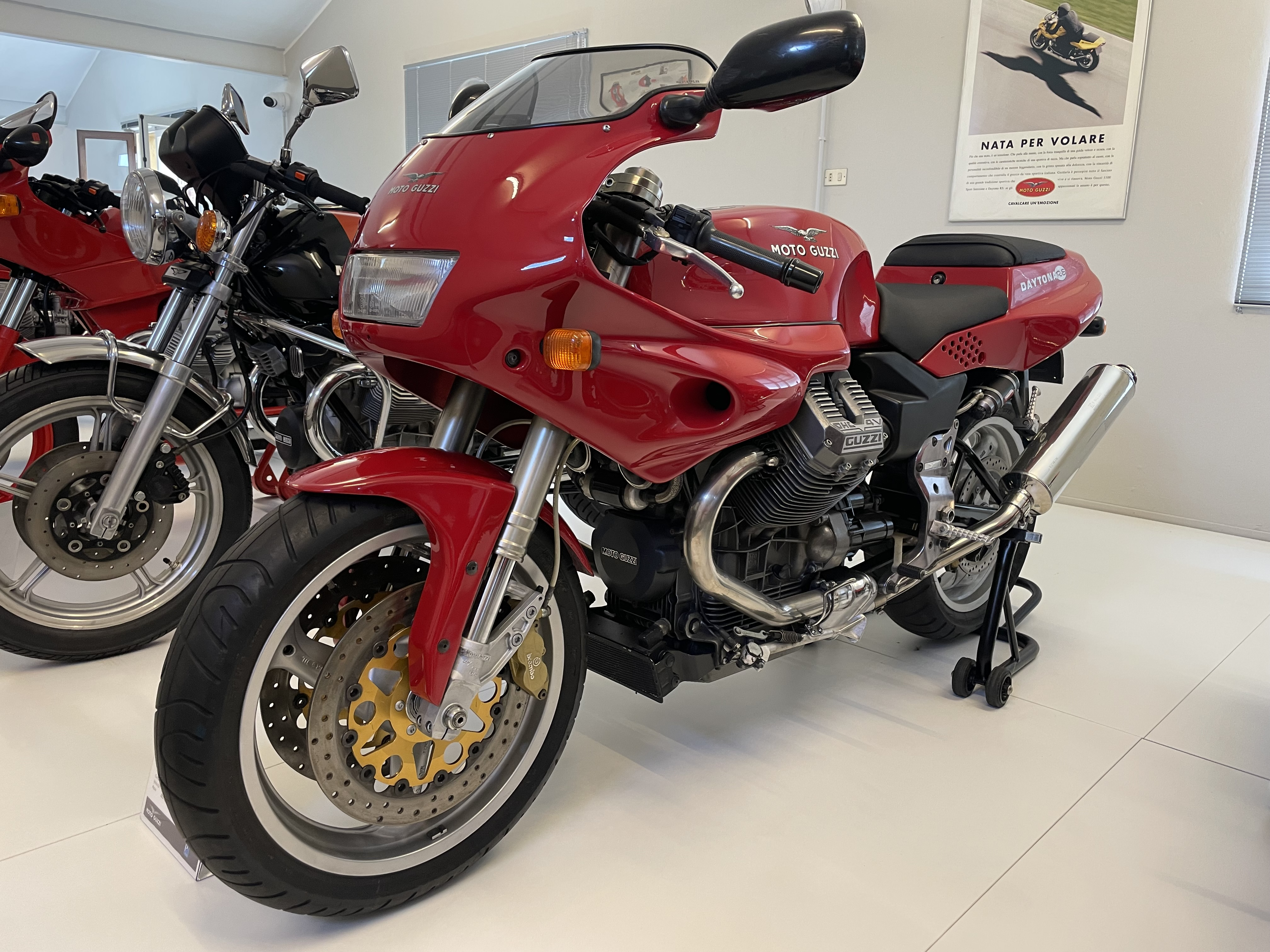
Daytona RS (1996–1997)

Produktionszahlen
| Jahr                 | 1991 | 1992 | 1993 | 1994 | 1995 | 1996 | 1997 |
| -------------------- | ---- | ---- | ---- | ---- | ---- | ---- | ---- |
| Anzahl „1000“        | 1    | 486  | 283  | 155  | 100  | –    | –    |
| Anzahl „1000 Racing“ | —    | –    | –    | –    | –    | 100  | –    |
| Anzahl „RS“          | –    | –    | –    | –    | –    | 113  | 195  |

## Konstruktion

### Antrieb
Der längs eingebaute, luftgekühlte Viertakt-Zweizylinder-V-Motor hat, wie alle V-Motoren von Moto Guzzi seit 1967, einen Zylinderwinkel von 90 Grad. Der Hubraum beträgt 992 cm³, die Zylinder haben eine Bohrung von 90 mm, die Kolben einen Hub von 78 mm. Je eine obenliegende, zahnriemengetriebene Nockenwelle betätigt über Pilzstößel und gegabelte Kipphebel zwei Ein- und Auslassventile pro Zylinder. Die Daytona RS hat geschmiedete Kolben, geschmiedete Pleuel des US-amerikanischen Herstellers Carrillo und eine leichtere Kurbelwelle.
Das Gemisch wird von einer elektronisch geregelten Saugrohreinspritzung (EFI) von Weber-Marelli mit einer Einspritzdüse pro Zylinder und mechanisch gekoppelten Drosselklappen gebildet. Die Daytona RS hat eine digitale Zündung von Marelli.
Die Motorkühlung wird bei der Daytona RS zusätzlich von einem vorn an der Ölwanne befestigten Ölkühler unterstützt.
Alle Versionen haben eine mechanisch mit Seilzug betätigte Zweischeiben-Trockenkupplung und ein Fünfganggetriebe.
Eine Abgasnachbehandlung gibt es nicht. Die gesamte Auspuffanlage mit einem quer zwischen Ölwanne und Hinterrad positionierten, zylindrischen Mittelschalldämpfer und zwei Endschalldämpfern besteht aus rostfreiem Edelstahl.
Der Kraftstofftank fasst 23 bzw. 19 Liter, davon sind 3 Liter Reserve.

### Rahmen und Fahrwerk
Die Daytona hat einen Zentralrohr-Brückenrahmen aus Stahl mit rechteckigem Querschnitt. Die Motor-Getriebe-Einheit ist mittragend.
Bei beiden 1000-Varianten wird das 17"-Vorderrad von einer Marzocchi-Teleskopgabel mit 41,7 mm Standrohrdurchmesser geführt. Die Dämpfung ist für die Aus- und Einfederung separat einstellbar. Das 17"-Vorderrad der RS wird von einer „Up-Side-Down“-Teleskopgabel des Zulieferers White Power mit 40 mm Standrohrdurchmesser geführt. Federbasis, Zug- und Druckstufendämpfung sind separat einstellbar.
Das Hinterrad (18" bei der 1000, 17" bei den anderen Varianten) wird von einer Dreieck-Zweiarmschwinge („Cantilever“-Schwinge) aus Stahl geführt. Die Schwinggabel hat bei den 1000-Varianten einen rechteckigen Querschnitt, bei der RS ist der Querschnitt oval. Am zentralen Federbein (von Koni bei den 1000-Varianten, von White Power bei der RS) sind auch Federbasis, Zug- und Druckstufendämpfung separat einstellbar.
Ein Kardanantrieb überträgt die Kraft an das Hinterrad. Die schlecht geschützt im Spritzbereich des Hinterreifens drehende Kardanwelle (die daher regelmäßig gereinigt und geschmiert werden muss) und eine Momentabstützung sind rechts angebracht.

### Bremsanlage
Während die Rennmaschinen von „Dr. John“ noch das Guzzi-Integralbremssystem hatten, verzichtete Guzzi bei der Daytona aus Kostengründen darauf und bediente sich aus dem Standardsortiment des Zulieferers Brembo. Am Vorderrad ist es eine hydraulisch betätigte Doppelscheibenbremse mit axial geschraubten Vierkolben-Festsätteln. Die schwimmend gelagerten Bremsscheiben haben bei den 1000-Varianten einen Durchmesser von 300 mm, bei der RS 320 mm. Die auch hydraulisch betätigte hintere Scheibenbremse mit einem Durchmesser von 260 mm (1000-Varianten) bzw. 282 mm (RS) hat einen Doppelkolben-Festsattel.

### Technische Daten
| Modell                      | Daytona 1000              | Daytona 1000 Racing       | Daytona RS                |
| Bauzeitraum                 | 1991–1995                 | 1996                      | 1996–1997                 |
| Verdichtung                 | 10,0 : 1                  | 10,0 : 1                  | 10,5 : 1                  |
| Nennleistung                | 68 kW (93 PS)             | 74 kW (100 PS)            | 75 kW (102 PS)            |
| – bei Drehzahl              | 8000 min−1                | 8400 min−1                | 8400 min−1                |
| Max. Drehmoment             | 98 Nm                     | 88 Nm                     | 88 Nm                     |
| – bei Drehzahl              | 6000 min−1                | 6600 min−1                | 6600 min−1                |
| Radgröße vorn / hinten      | 17" x 3.50 / 18" x 4.50   | 17" x 3.50 / 17" x 4.50   | 17" x 3.50 / 17" x 4.50   |
| Reifengröße vorn / hinten   | 120/70-ZR17 / 160/60-ZR18 | 120/70-ZR17 / 160/60-ZR17 | 120/70-ZR17 / 160/60-ZR17 |
| Radstand                    | 1470 mm                   | 1475 mm                   | 1475 mm                   |
| Leergewicht (trocken)       | 205 kg                    | 221 kg                    | 223 kg                    |
| Höchstgeschwindigkeit       | ca. 250 km/h              | ca. 240 km/h              | 240 km/h                  |
| Tankvolumen                 | 23 l                      | k. A.                     | 19 l                      |
| Benzinverbrauch (nach CUNA) | 4,9 l / 100 km            | k. A.                     | 4,5 l / 100 km            |
| Theoretische Reichweite     | ca. 460 km                | k. A.                     | ca. 420 km                |